# Rue du Colonel-Manhès
Pour les articles homonymes, voir Manhès.
La rue du Colonel-Manhès est une voie du 17e arrondissement de Paris, en France.

## Situation et accès
La rue du Colonel-Manhès est une voie publique située dans le 17e arrondissement de Paris. Elle débute au 67, rue Pouchet et se termine au 3, rue Berzélius. Elle longe l'ancienne Petite Ceinture partiellement transformée en jardin.

## Origine du nom

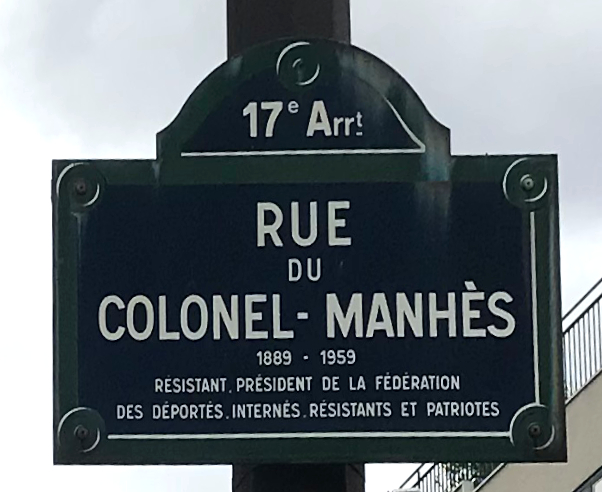
Plaque de la rue.

Elle honore la mémoire du résistant Henri Manhès (1889-1959), fondateur et président de la Fédération nationale des déportés et internés résistants et patriotes.

## Historique
La voie est ouverte sous sa dénomination actuelle par arrêté préfectoral du 7 mai 1965 en absorbant le passage des Épinettes, la rue Berzélius prolongée et la partie comprise entre les rues de La Jonquière et Pouchet qui avait été provisoirement dénommée « voie M/17 ».